# Chenanisuchus
Chenanisuchus – rodzaj krokodylomorfa z rodziny Dyrosauridae. Żył od późnej kredy do późnego paleocenu w północnej Afryce. Jego pozostałości znaleziono w okolicy Sidi Chenane w Maroku. Odkryto je w 2000, a opisano w 2005 roku.

## Nazwa
Gatunek typowy to Ch. lateroculi. Nazwa epitetu gatunkowego pochodzi od łacińskich słów lateralis, -is, -e (boczny) i oculus, -i (oko). Znaczy on więc "bocznooki", odnosząc się do usytuowania oczu na głowie zwierzęcia.

## Opis
Czaszka mierzyła 60 cm, całe zwierzę dorastało do około 4–4,5 m. Zauropsyd ten miał najkrótszy pysk w porównaniu z grzbietową częścią czaszki ze wszystkich przedstawicieli swej rodziny.

## Historia odkryć
Dwa okazy – OCP DEK-GE 262 (holotyp, prawie kompletna czaszka z fragmentami żuchwy) oraz OCP DEK-GE 61 (prawie kompletna czaszka) – pochodzą z Sidi Chenane z Maroka, z późnego paleocenu, a dokładniej z tanetu. W 2008 roku z terenów Mali opisano skamieniałości Chenanisuchus lateroculi pochodzące z osadów datowanych na mastrycht, co sugeruje, że gatunek ten przetrwał wymieranie kredowe.

## Systematyka
Przynależność Chenanisuchus do Dyrosauridae sugerują:
- obecność guzowatości potylicznych
- obecność przednio-bocznego wyrostka zaoczodołowego
- specyficzna budowa stawu szczękowego